# Christina Lindberg
Pour les articles homonymes, voir Lindberg.
Britt Christina Marinette Lindberg, née à Göteborg (Suède) le 6 décembre 1950, est une journaliste suédoise internationalement connue pour son travail comme actrice et mannequin glamour à la fin des années 1960 et au début des années 1970.
Elle est principalement connue pour son rôle de Frigga dans le film Crime à froid en 1973 dans le style Rape and Revenge.

## Filmographie
- 1970 : Rötmånad (en) : Anna Bella Gustafsson
- 1971 : Yusra
- 1971 : Exponerad (en) : Lena Svensson
- 1971 : Maid in Sweden : Inga
- 1971 : Smoke : Annie
- 1972 : Young Playthings : Gunilla
- 1972 : Chattes suédoises : Helga
- 1972 : Mädchen, die nach München kommen : Anja
- 1972 : Schulmädchen-Report 4. Teil - Was Eltern oft verzweifeln lässt : Barbara Heinbach
- 1973 : Liebe in drei Dimensionen (en) : Inge
- 1973 : Furyô anego den: Inoshika Ochô (en) : Christina
- 1973 : Poruno no joô: Nippon sex ryokô : Ingrid Jacobsen
- 1973 : Was Schulmädchen verschweigen : Babs
- 1973 : Crime à froid (Thriller - en grym film) de Bo Arne Vibenius : Frigga
- 1973 : Anita (en) : Anita
- 1974 : Jorden runt med Fanny Hill : Meatball Model
- 1974 : Sängkamrater : Eva
- 1977 : 91:an och generalernas fnatt : Bloodsample nurse
- 1979 : There Is a Sunrise Every Morning
- 1980 : Attentatet
- 1980 : Sverige åt svenskarna : French mistress
- 1982 : Gräsänklingar : Strippa
- 2009 : Ingen kom ner : Eva